# Parafia Najświętszego Serca Pana Jezusa w Błoniu (województwo małopolskie)
Parafia Najświętszego Serca Jezusowego w Błoniu – parafia rzymskokatolicka, znajdująca się w diecezji tarnowskiej, w dekanacie Tarnów Zachód.